# Тернопільська українська гімназія
Тернопільська українська гімназія — колишній середній навчальний заклад у м. Тернопіль.

## Відомості

### Початки гімназії

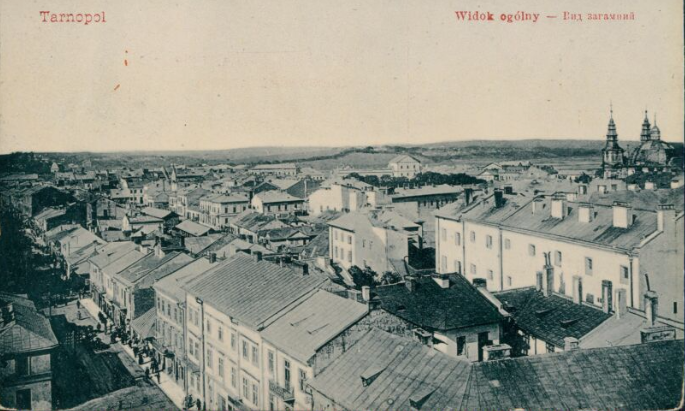
Будівля реальної школи (центр світлини, 1908—1915), вул. Музейна

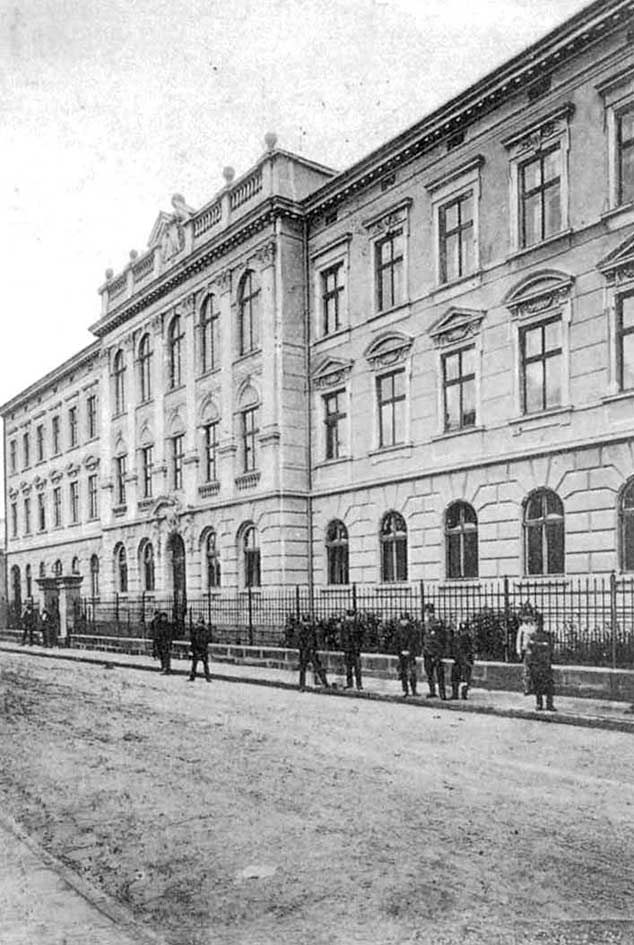
Вища реальна школа на Стрілецькій

Гімназію започатковано у жовтні 1898 року (указ цісаря Австро-Угорщини Франца Йозефа І № 14502 від 7 жовтня 1898 року), коли зусиллями Олександра Барвінського та інших діячів почалися заняття в 1-му українському класі польськомовної цісарсько-королівської гімназії завдяки тому, що він назвав гімназію на честь цісаря Франца Йозефа І.
15 жовтня 1898 року дирекція гімназії отримала це рішення, того ж дня відбулось урочисте відкриття нового першого класу. Завершивши навчання о 10-й, учні під проводом учителів пішли на святкове богослужіння в парафіяльній церкві за участі декана о. Северина Навроцького, пароха Тернополя о. Володимира Громницького та гімназійного катехита о. Евгена Громницького.
Згодом, згідно найвищої (цісарської) постанови від 19 січня 1899 року кількість україномовних класів щороку зростала, поки не дійшла до восьми, які мала будь-яка вища гімназія. Спочатку розташовувались у приміщенні Домініканського монастиря (нині приміщення ДАТО на вулиці Гетьмана Сагайдачного).
У 1901 році із класів створена самостійна українська гімназія.
Вступні іспити до першого класу у 1904 році відбулися 15 липня і 1 вересня.
У 1903 (або з 1907) році гімназія переведена у приміщення реальної школи на вул. Музейній (нині: Валова), у 1911 — в новий будинок на вул. Костюшка (нині: Камінна), на фронтоні якого був напис «Ц. К. Руська гімназія ім. Франца-Йосифа в Тернополі» (будинок не зберігся).
Перша матура (іспит на атестат зрілості) у новоствореній гімназії відбулася 2—6 липня 1906 року.
День 100-річчя уродин Маркіяна Шашкевича був святковим.

### Перша світова війна
З серпня 1914 року після початку першої світової війни та російської окупації Тернополя гімназія не діяла (в її приміщенні був військовий шпиталь). В січні 1917 року отримали від російської влади дозвіл на відкриття закладу. Значна кількість учнів дозволила відкрити вісім класів, а чимала кількість учениць призвела до того, що заклад став ледь не коедукаційним. Гімназія діяла у приватному помешканні під керівництвом професорів Петра Ріпнійського, потім — Ілярія Бриковича. Після відступу з міста російських військ Краєва шкільна рада визнала дійсними свідоцтва (атестати) зрілості, видані за 1916/1917 навчальний рік. В 1917/1918 навч. році гімназія діяла до квітня 1918 у приміщенні польськомовної Другої тернопільської гімназії; навчання проходило після опівдня. У квітні 1918 з приміщення виїхав німецький шпиталь — учні повернулись «додому».
Восени 1916 року[джерело?] гімназія відновила діяльність завдяки старанням української громади; заняття проводили в різних приміщеннях. В 1917–1918 роках, наприкінці існування Австро-Угорщини, навчалися у приміщенні «Союзу повітових кооператив» на вул. Міцкевича (нині бульвар Тараса Шевченка).

### Період ЗУНР, українсько-польська війна
1918/1919 навчальний рік розпочався як звично і тривав до 19 жовтня 1918, коли через епідемію іспанки всі навчальні заклади міста тимчасово закрили на два тижні. Після Листопадового чину та утворення української держави в Галичині навчання не відновилось, оскільки невдовзі приміщення були віддані в користування військовим (зокрема, у приміщенні української гімназії діяв шпиталь Українського Червоного Хреста). Також була епідемія тифу. Навчання відновилося у квітні 1919, однак тільки для учнів перших шести класів, оскільки учні 7-8 класів були мобілізовані до війська. Навчання, яке з перервами тривало до червня 1919, проходило у приміщенні, яке було власністю тернопільської філії товариства «Просвіта». У 1918/1919 роках гімназія де-факто була коедукаційною, оскільки тоді в Тернополі не було іншої середньої жіночої школи з українською мовою навчання.
У 1918–1919 роках навчання надалі проходило у приміщенні «Союзу повітових кооператив» на вул. Міцкевича (нині: бульвар Тараса Шевченка). Вторгнення Червоної Армії (1919—1920 рр.) перервало процес гімназійної освіти.[джерело?]

### Період Другої Польської Республіки
Тернопільська українська гімназія діяла у приміщенні Другої тернопільської гімназії після відновлення навчання в листопаді 1919 року принаймні до кінця 1920/1921 навчального року. У 1918/1919 роках гімназія надалі де-факто була коедукаційною, оскільки тоді в Тернополі не було іншої середньої жіночої школи з українською мовою навчання.
Влітку місто захопили більшовики, тому навчання відновилося 3 листопада 1920 р. і тривало без перерв до 27 червня 1920 року в будинку на вул. Камінній. 26 вересня 1930 р. польська влада ліквідувала гімназію. Це був один із антиукраїнських заходів у рамках «пацифікації». Педагоги та учні Тернопільської української гімназії об'єдналися з приватною українською жіночою гімназією Товариства «Рідна школа», що діяла в будинку бурси на вул. С. Качали (тепер № 9); відтоді цей новий заклад працював як приватна гімназія «Рідна школа» гуманітарно-природничого типу.[джерело?]
Польська влада у приміщенні відкрила польськомовну державну жіночу гімназію, яка 1936 року отримала ім'я маршалка Пілсудського.

### Більшовицький час
Після встановлення більшовицької влади у вересні 1939 на базі гімназії створено середню школу № 1: у ній продовжили навчання учні й працювала більшість викладачів колишньої гімназії. Спочатку школа розташовувалася в приміщенні нинішньої ЗОШ № 3 на вул. Грушевського, потім — у приміщенні на вул. Коперніка (тепер у ньому функціонує відновлена українська гімназія імені Івана Франка). В роки німецько-нацистської окупації Тернопільська українська гімназія відновила роботу і розмістилася у приміщенні на нинішньому бульварі Т. Шевченка, 1.

### Державна гімназія у 1941—1944р.р

#### Хроніка подій

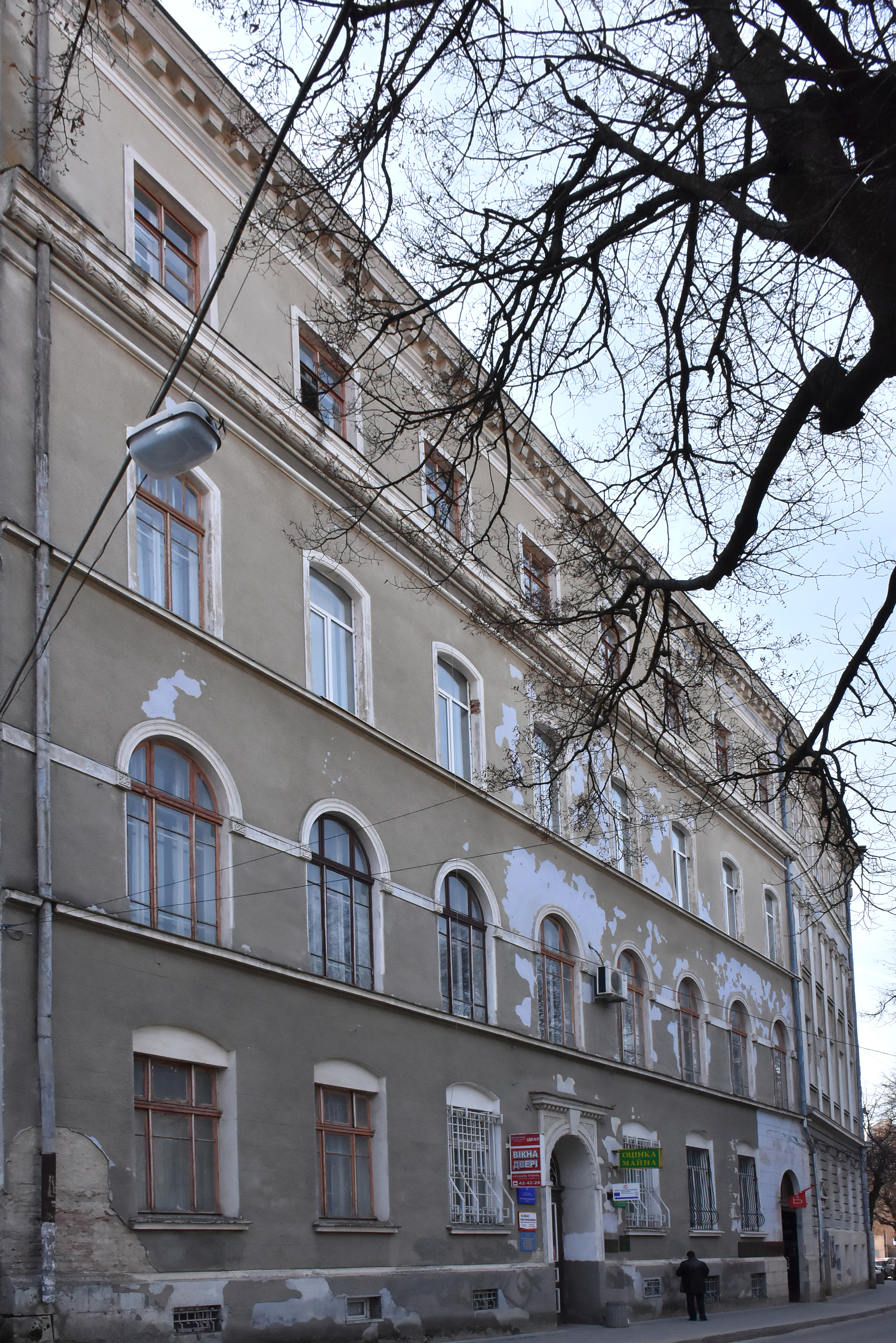
Бульвар Шевченка, 1

Створена 11 вересня 1941 р. Державна гімназія з українською мовою навчання в Тернополі розміщувалася у восьми класних кімнатах та чотирьох кабінетах у будинку колишнього вчительського ліцею при вул. С. Качали, 2 (нині ліве крило будинку № 1 на бульварі Шевченка). На початку листопада 1941 р. до гімназії зголосилося 960 учнів, серед них 329 дівчат, але німецька влада дозволила прийняти до восьмих класів тільки по 50 учнів, в тому по 5 дівчат у кожному. Через епідемію тифу навчання розпочалось наприкінці грудня. У кінці лютого 1942 р. відкрилися паралельні класи, т. зв. перевідні курси, що збільшило кількість учнів до 936 (серед них 325 дівчат). У липні 1942 р. при вул. І. Франка відкрилася бурса для 100 учнів. З початком 1942/1943 н.р. паралельні класи зліквідовано, але кількість учнів у класі збільшено до 70. У грудні 1943 р. німці зайняли гімназійний будинок і дальше навчання проводилося в бурсі. 25-26 січня 1944 р. проведено останню матуру; гімназія припинила свою діяльність напередодні боїв за Тернопіль навесні 1944 року. Її спадкоємницею за «третіх совітів» знову стала середня школа № 1.

#### Особливості навчальних програм
Гімназія була восьмирічною школою гуманітарного типу. На вивчення української, німецької та латинської (від 3 класу) мов відводилося 4-6 години на тиждень, на математику — 3-4, релігію, історію, географію, біологію, фізику та хімію — 2, співи та рисування — 1-2.

#### Умови навчання
Через відсутність приміщень навчалися в дві зміни. Навантаження вчителів було велике — по 25-28, рідше по 33-35 години щотижня. Узимку приміщення погано опалювали, не було подвір'я для учнів. Гімназійна бібліотека була розкомплектована. Діяли біологічний, історичний, географічний і фізико-хімічний кабінети. Через брак приміщень не працювали учнівські організації та гуртки. Лише в 1942 р. появився учнівський хор. Навчання у переповнених, часто холодних класах, брак підручників, дуже високі вимоги до знань німецької та латинської мов, постійні труднощі з харчуванням, а для більшості учнів — із житлом — не сприяли засвоєнню знань. Негативні оцінки отримувало близько 20 % учнів.

#### Учні
Близько 70 % учнів були селянськими дітьми, 10 % — священників, 8 % — учителів, 5 % — ремісників, 3 % — службовців.

### Тернопільські гімназисти в боротьбі з окупантами
У воєнні та перші післявоєнні роки багато Тернопільських гімназистів боролися з ворогом в рядах дивізії «Галичина» та в Українській повстанській армії. Більше 70-ти з них загинули в нерівних боях, понад 30 не повернулися з тюрем та заслання.

### Директори гімназії
- Маврицій Мацішевський (організаційний період)
- 1901—1905 рр. — Омелян Калитовський,
- 1905—1913 рр. — Омелян Савицький,
- 1913—1914 рр. — Роман Цеглинський,
- 1917 — Петро Ріпнійський, вчитель латинської і грецької мов у 1900/1901 навч. році[8]
- 1918—1925 рр. — Юліян Левицький,
- 1925—1930 рр. — Михайло Губчак.[9]

#### Коедукаційна гімназія товариства «Рідна Школа»
- 1930—1935 рр. — Михайло Кужиль,
- 1935 (1936[10])—1938 рр. — Омелян Бачинський,
- 1938—1939, 1941—1944 рр. — Микола Тофан,[11]

### Викладачі
Викладали: Стефан Балей, Пилип Басса, Олександр Бойцун, Ілярій Брикович, Тома Водяний, А. Гайда, Пилип Га́йда, Іван Галущинський, Никифор Гірняк, Мирон Зарицький, Петро Карманський, Юрій Крих, Андрій Музичка, Юрій Мушак, о. Степан Ратич, І. Синиця, Яким Ярема, Никифор Садовський, Григорій Величко, Іван Свистун, Я. Танчаковський та ін.

### Випускники та учні
Навчались: Михайло Сорока, Випускники: кардинал Йосиф Сліпий, Наталія Бучинська, Олена Ільницька брати Володимир і Степан Ґжицькі, Михайло Качалуба, Антін Дудар, Федір Замора, Лесь Курбас, Іван Олексишин, о. Антін Будзан, Соломія Крушельницька, Олександр Смакула, Ярослав Стецько (прем'єр Українського Державного Правління незалежної Української держави, проголошеної 30 червня 1941 у Львові), Омелян Польовий (виключений за українську діяльність), Станіслав Дністрянський (автор Конституції ЗУНР), Олег Лошнів (автор герба ЗУНР), Андрій Клим, Микола Бих, Гринкевич Осип, А. Кольба, Євген Чубатий (закінчив 1942), Микола Збир, Іван Мітрінґа, Григорій Стецюк, Тесля Іван (закінчив 1923) та інші відомі діячі.